# Alias (игра)
Alias (рус. Шпионка) — компьютерная игра в жанре тактического стелс-экшена от третьего лица, главной героиней которого является молодая девушка Сидни Бристоу — секретный агент ЦРУ. Используя её хитрость, знание боевых искусств и высоких технологий, предстоит выполнить ряд опасных заданий в разных уголках земного шара. Шпионаж, стрельба и интриги — самое эффективное оружие и единственный способ выжить в борьбе с самыми опасными преступниками мира. В игре искусно проработаны рукопашные бои и возможность использования предметов обихода, а также множество видов вооружения и специального «шпионского» оборудования. Игра создана по мотивам известного телесериала, актёры которого принимали активное участие в создании персонажей, а сценаристы помогли создать запутанный и неординарный сюжет.
Игра стала одной из последних студии Acclaim перед её банкротством. Alias также планировали разработать для консоли GameCube, но создание было отменено.

## Отзывы критиков
| Сводный рейтинг    | Сводный рейтинг | Сводный рейтинг | Сводный рейтинг |
| Издание            | Оценка          | Оценка          | Оценка          |
| Издание            | PC              | PS2             | Xbox            |
| ------------------ | --------------- | --------------- | --------------- |
| GameRankings       | N/A             | 66,39 %         | 64,71 %         |
| Metacritic         | 55/100          | 64/100          | 64/100          |
| Иноязычные издания |                 |                 |                 |
| Издание            | Оценка          | Оценка          | Оценка          |
| Издание            | PC              | PS2             | Xbox            |
| EGM                | N/A             | 5/10            | 5/10            |
| Game Informer      | N/A             | 7,5/10          | 7,5/10          |
| GamePro            | N/A             | [ 8 ]           | [ 8 ]           |
| GameSpot           | 5,5/10          | 6,3/10          | 6,3/10          |
| GameSpy            | N/A             | [ 11 ]          | [ 11 ]          |
| GameZone           | 6/10            | N/A             | 7,9/10          |
| IGN                | N/A             | 7,3/10          | 7,3/10          |
| OPM                | N/A             | [ 15 ]          | N/A             |
| OXM                | N/A             | N/A             | 6,5/10          |
| PC Gamer (US)      | 60 %            | N/A             | N/A             |
| Playboy            | N/A             | 63 %            | 63 %            |
| The Times          | N/A             | [ 19 ]          | [ 19 ]          |

Игра была смешано оценена прессой. Согласно сайту Metacritic средняя оценка составляет 64/100 в версиях для консолей и 55/100 для ПК. Схожая статистика опубликована на GameRankings: 66,39 % для PlayStation 2, 64,71 % для Xbox и 50,83 % для ПК.